# ンゴジ県
ンゴジ県（ンゴジけん、ntara ya Ngozi）は、ブルンジ北部にかつて存在した県。県庁所在地はンゴジ。面積は 1,474km2、2008年国勢調査の人口は 660,717人。

## 隣接する県
北東にキルンド県、東にムインガ県、南東にカルジ県、南にギテガ県、南西にカヤンザ県、北西にルワンダの南部州と接していた。

## 歴史
ベルギー領ルアンダ＝ウルンディ時代の1932年3月7日にンゴジ地域として設置され、1962年3月1日にンゴジ県となった。1982年9月24日、カヤンザ郡がカヤンザ県として分離した。
2025年7月4日、周辺の県と合併しブタニェレラ県の一部となった。

## 下位行政区画
- Commune of Busiga
- Commune of Gashikanwa
- Commune of Kiremba
- Commune of Marangara
- Commune of Mwumba
- Commune of Ngozi
- Commune of Nyamurenza
- Commune of Ruhororo
- Commune of Tangara

## 脚註
1. 1 2  “Provinces of Burundi”.   Statoids (2015年11月27日). 2025年8月2日閲覧。
2. ↑  “Burundi’s new Governors sworn in following major provincial reforms”. Burundi Times. (2025年7月6日) 2025年8月2日閲覧。